# 細川風谷
細川 風谷（ほそかわ ふうこく、1867年 - 1919年8月18日、本名:細川源太郎）は日本の実業家、講談師。
父は統計院幹事を務めた細川広世。

## 来歴
土佐国高知城下（現高知県高知市）に生まれる。1869年には父広世と共に上京し、杉浦重剛の称好塾に学ぶ。1885年渡米、サンフランシスコの太平洋商業学校で学んだ後、1890年に帰国。文学結社の硯友社社友として尾崎紅葉の下に私淑するが、この時紅葉の勧めにより風谷と号した。
1896年に日本郵船へ入り、外国航路線を担当。1901年事務長、1904年に病院船弘済丸事務長、1905年には備後丸事務長を経て1908年退社する。以後は講談新声会を主宰し、講談作家並びに講談師として活躍するが、1919年8月18日死去。

## 主著
- 『板倉勝重』（春陽堂、1910年）
- 『木曾義仲』（金尾文淵堂、1910年）
- 『奴内蔵様』（誠文館、1911年）
- 『家庭新講談』（実業之日本社、1912年）
- 『春日局 : 家庭新講談』（実業之日本社、1913年）
- 『さくらや梅吉 : 新講談』（文芸書院、1913年）
- 『怪傑由井正雪』（南北社、1917年）
- 『教育講談』（同文館、1918年）